# Physacanthus talbotii
Physacanthus talbotii är en akantusväxtart som beskrevs av Spencer Le Marchant Moore. Physacanthus talbotii ingår i släktet Physacanthus och familjen akantusväxter. Inga underarter finns listade i Catalogue of Life.